# Rot-Schuppenkopftyrann
Der Rot-Schuppenkopftyrann (Lophotriccus pileatus) ist ein Singvogel aus der Familie der Tyrannen. Er ist in fünf Unterarten in Mittel- und Südamerika beheimatet.

## Merkmale
Der Rot-Schuppenkopftyrann erreicht eine Körperlänge von 10 cm. Der Rücken ist vorwiegend olivfarben, die Unterseite weißlich bis blassgelb. Der vordere Oberkopf ist braun, der Gesichtsbereich gelblichbraun. Die Federn der üblicherweise nicht aufgerichteten Haube sind, auch angelegt erkennbar, an der Spitze rötlichbraun. Flügel und Schwanz sind dunkel, die Flügel mit zwei gelblichen Flügelbinden. Brust und Kehle sind dunkel-olivfarben gestreift.

## Verbreitung und Lebensraum
Der Rot-Schuppenkopftyrann kommt von Costa Rica bis zum nördlichen Venezuela und bis in das südliche Peru vor. Meist ist er in Höhen von 600 bis 1200 m zu finden und bewohnt primäre Regenwälder, Sekundärwald und Waldränder.

## Lebensweise
Der Rot-Schuppenkopftyrann ernährt sich hauptsächlich von Insekten.

## Unterarten
Folgende fünf Unterarten werden unterschieden:
- Lophotriccus pileatus hypochlorus Berlepsch & Stolzmann, 1906[4] – Peru.
- Lophotriccus pileatus luteiventris Taczanowski, 1884[5] – Honduras, Costa Rica, Panama.
- Lophotriccus pileatus pileatus (Tschudi, 1844)[6] – Anden, Ecuador bis Peru.
- Lophotriccus pileatus santaeluciae Todd, 1952[7] – Venezuela, Kolumbien.
- Lophotriccus pileatus squamaecrista (Lafresnaye, 1846)[8] – Anden, Kolumbien und Ecuador.